# Diego Javier Azar
Diego Javier Azar (Del Viso, Provincia de Buenos Aires, Argentina; 10 de diciembre de 1994) es un piloto de automovilismo argentino. De trayectoria incipiente, es reconocido a nivel nacional por sus actuaciones en la categoría Top Race, en la cual compitió sucesivamente en las tres divisionales de la misma (Junior, Series y V6), protagonizando un ascenso vertiginoso. Sus inicios deportivos datan del año 2009, cuando incursionara en el mundo del karting, para luego pasar en 2012 a competir en categorías de turismo, peleando el campeonato y logrando el subcampeonato en su temporada debut.
Su carrera deportiva la desarrolló siempre acompañado por su padre Javier Azar, quien fuera piloto de Turismo Carretera, entre fines de la década de 1990 e inicios del 2000 y que en la actualidad es propietario de la escudería Azar Motorsport, participante del Top Race.

## Biografía
Nacido en el conurbano bonaerense y como hijo de un piloto conocido como MARCE RUFFO de Turismo Carretera, la vida de Diego Azar indefectiblemente estaría ligada a la práctica del automovilismo. Su carrera se iniciaría en el año 2009, compitiendo en el campeonato provincial de karts. De esta forma, en esta disciplina comenzaría a adoptar los conocimientos necesarios que lo llevaron al Nacional del 2010 y un año más tarde, a su debut en la Fórmula Renault Metropolitana.
Con estos conocimientos adquiridos, Diego Azar dio su paso más importante en su carrera al debutar en los automóviles de turismo. Su debut fue en el año 2012, en la divisional Top Race Junior, donde acompañado por la estructura que dirige su padre, Javier Azar, haría su presentación al comando de un Ford Mondeo II. Con esta unidad, Diego Azar demuestra gran adaptación, obteniendo algunas victorias y peleando un campeonato, en el que terminaría claudicando ante el experimentado Facundo Della Motta. De esta forma, Diego obtendría su primer gran lauro a nivel nacional, nada más ni nada menos que en su temporada debut.
La obtención de este subcampeonato le valió a Diego Azar el derecho al ascenso de categoría, pasándose del Top Race Junior al Top Race Series, divisional en la que debutaría al año siguiente, 2013, y donde pasó a comandar una unidad Ford Mondeo III. Este año, Azar nuevamente iba a demostrar su nivel exhibido el año anterior, aunque sobre el final sufriría una merma que lo postergaría en la lucha por el campeonato, pero finalizando el torneo en un meritorio tercer lugar. Esta posición final, terminaría por darle la posibilidad de ascender nuevamente de categoría para el año 2014, siendo confirmado dentro de la divisional TRV6, donde a partir de ese año, compite al comando del Ford Mondeo III número 10, siempre bajo la tutela del equipo de su padre, el Azar Motorsport.

## Trayectoria
| Año  | Categoría                                    | Marca                |
| ---- | -------------------------------------------- | -------------------- |
| 2009 | Campeonato Bonaerense de Karting             | Karting              |
| 2010 | Campeonato Bonaerense de Karting             | Karting              |
| 2011 | Fórmula Renault Metropolitana                | Crespi - K4M Renault |
| 2012 | Top Race Junior, debut y subcampeonato       | Ford Mondeo II       |
| 2013 | Debut en Top Race Series                     | Ford Mondeo III      |
| 2014 | Debut en Top Race V6                         | Ford Mondeo III      |
| 2014 | Debut en Top Race V6                         | Mercedes-Benz C-203  |
| 2015 | Top Race V6                                  | Mercedes-Benz C-203  |
| 2015 | Debut en TC 2000, 9 carreras                 | Peugeot 408          |
| 2015 | Debut en TC 2000, 9 carreras                 | Renault Fluence      |
| 2016 | Top Race V6                                  | Mercedes-Benz C-203  |
| 2016 | TC 2000                                      | Fiat Linea           |
| 2016 | TC 2000                                      | Chevrolet Cruze I    |
| 2016 | TC 2000                                      | Honda Civic IX       |
| 2016 | Invitado a los 200 km (debut en STC 2000)    | Chevrolet Cruze I    |
| 2017 | Top Race V6                                  | Mercedes-Benz C-204  |
| 2017 | Súper TC 2000, 1 carrera                     | Peugeot 408          |
| 2017 | TC Mouras, 1 carrera                         | Torino Cherokee      |
| 2017 | TC 2000. Invitado, 2 carreras                | Fiat Linea           |
| 2018 | Top Race V6                                  | Mercedes-Benz C-204  |
| 2018 | 200 km del Súper TC 2000                     | Renault Fluence GT   |
| 2018 | Torneo de invitados de TC Mouras, 2 carreras | Chevrolet Chevy      |
| 2019 | Top Race V6                                  | Mercedes-Benz C-204  |
| 2019 | Top Race V6                                  | Chevrolet Cruze I    |
| 2019 | TC Mouras, 5 carreras                        | Ford Falcon          |
| 2020 | Top Race V6                                  | Chevrolet Cruze I    |
| 2020 | Debut en TC Pick Up                          | Fiat Toro            |

## Resultados

### Trayectoria en Top Race
| Temporada | Categoría       | Vehículo            | Equipo                        | Posición final     |
| --------- | --------------- | ------------------- | ----------------------------- | ------------------ |
| 2012      | Top Race Junior | Ford Mondeo II      | Azar Motorsport               | 2º (208 puntos)    |
| 2013      | Top Race Series | Ford Mondeo III     | Azar Motorsport               | 3º (165 puntos)    |
| 2014      | Top Race V6     | Ford Mondeo III     | Azar Motorsport               | 13 (118 puntos)    |
| 2014      | Top Race V6     | Mercedes-Benz C-204 | Azar Motorsport               | 13 (118 puntos)    |
| 2015      | Top Race V6     | Mercedes-Benz C-204 | Azar Motorsport               | 9º (136 puntos)    |
| 2016      | Top Race V6     | Mercedes-Benz C-204 | Azar Motorsport               | 3º (147 puntos)    |
| 2017      | Top Race V6     | Mercedes-Benz C-204 | Azar Motorsport               | 9º (64 puntos)     |
| 2018      | Top Race V6     | Mercedes-Benz C-204 | Azar Motorsport               | 6º (113 puntos)    |
| 2019      | Top Race V6     | Mercedes-Benz C-204 | Azar Motorsport               | 4º (163 puntos)    |
| 2019      | Top Race V6     | Chevrolet Cruze I   | Azar Motorsport               | 4º (163 puntos)    |
| 2020      | Top Race V6     | Chevrolet Cruze I   | Azar Motorsport               | 3º (183.00 puntos) |
| 2021      | Top Race V6     | Toyota Camry XV50   | Toyota Gazoo Racing Argentina |                    |

### TC 2000
| Año  | Equipo              | Auto              | 1    | 2    | 3     | 4     | 5    | 6    | 7     | 8     | 9   | 10   | 11    | 12  | 13    | 14     | 15     | 16     | 17  | 18  | 19  | 20     | 21  | 22  | 23  | Res. | Puntos |
| ---- | ------------------- | ----------------- | ---- | ---- | ----- | ----- | ---- | ---- | ----- | ----- | --- | ---- | ----- | --- | ----- | ------ | ------ | ------ | --- | --- | --- | ------ | --- | --- | --- | ---- | ------ |
| 2015 |                     |                   | AG   | AG   | CON   | CON   | BA   | BA   | MER   | JUN   | JUN | LP I | LP I  | NDJ | RAF   | RAF    | LP II  | LP II  | SL  | SL  | RC  | RC     | CDU | CDU |     | 15°  | 63     |
| 2015 | Riva Racing         | Peugeot 408 I     | 11   | 2    | 5     | 5     | 8    | 2    |       |       |     |      |       |     |       |        |        |        |     |     |     |        |     |     |     | 15°  | 63     |
| 2015 | Vitelli Competición | Renault Fluence   |      |      |       |       |      |      | 13    | Ex.   | Ret |      |       |     |       |        |        |        |     |     |     |        |     |     |     | 15°  | 63     |
| 2016 |                     |                   | SMM  | SMM  | CON I | CON I | BA I | BA I | SJO   | SJO   | LP  | LP   | CDU   | CDU | BA II | BA II  | CON II | CON II | RAF | RAF | AG  | RC     | RC  | PAR | PAR | 7°   | 244,5  |
| 2016 | Pro Racing          | Fiat Linea        | 3    | 5    | 21    | 6     | Ret  | 6    | 10    | 9     | 16  | 14   | 2     | 7   |       |        |        |        |     |     |     |        |     |     |     | 7°   | 244,5  |
| 2016 | Pro Racing          | Chevrolet Cruze I |      |      |       |       |      |      |       |       |     |      |       |     | 5     | Ret    |        |        |     |     |     |        |     |     |     | 7°   | 244,5  |
| 2016 | PSG-16 Team         | Honda Civic IX    |      |      |       |       |      |      |       |       |     |      |       |     |       |        | 3      | 8      | 6   | 3   | 7   | 13     | 17† | 1   | 9   | 7°   | 244,5  |
| 2017 |                     |                   | AG I | AG I | BA I  | BA I  | CDU  | CDU  | PAR I | PAR I | RC  | RC   | BA II | SL  | SL    | PAR II | PAR II | AG II  | SMM | CON | CON | BA III |     |     |     | -    | -      |
| 2017 | Litoral Group       | Fiat Linea        |      |      |       |       |      |      |       |       |     |      | 14†   |     |       |        |        |        |     |     |     |        |     |     |     | -    | -      |
| 2017 | PSG-16 Team         | Citroën C4 II     |      |      |       |       |      |      |       |       |     |      |       |     |       |        |        | Ret    |     |     |     |        |     |     |     | -    | -      |

### Súper TC 2000
| Año  | Equipo        | Auto              | 1    | 2   | 3   | 4    | 5   | 6   | 7   | 8   | 9   | 10  | 11    | 12  | 13    | 14    | Res. | Puntos |
| ---- | ------------- | ----------------- | ---- | --- | --- | ---- | --- | --- | --- | --- | --- | --- | ----- | --- | ----- | ----- | ---- | ------ |
| 2016 |               |                   | TRE  | ROS | SMM | AG I | TRH | OBE | BA  | SFE | SFE | TOA | SJU   | GR  | GR    | AG II | -    | -      |
| 2016 | YPF Chevrolet | Chevrolet Cruze I |      |     |     |      |     |     | 15† |     |     |     |       |     |       |       | -    | -      |
| 2017 |               |                   | BA I | PDF | SMM | ROS  | ROS | TRH | RAF | OBE | SFE | SFE | BA II | SJU | GR    | AG    | -    | 0      |
| 2017 | Escudería FE  | Peugeot 408 I     | Ret  | NL  |     |      |     |     |     |     |     |     |       |     |       |       | -    | 0      |
| 2018 |               |                   | BA I | ROS | ROS | SMM  | PDF | RAF | SJU | OBE | SFE | SFE | TRH   | SNI | BA II | AG    | -    | -      |
| 2018 | M&M Group     | Renault Fluence   |      |     |     |      |     |     |     |     |     |     |       |     | 8     |       | -    | -      |

## Palmarés
| Título     | Categoría       | Modelo            | Año  |
| ---------- | --------------- | ----------------- | ---- |
| Subcampeón | Top Race Junior | Ford Mondeo II    | 2012 |
| Campeón    | Top Race V6     | Toyota Camry XV50 | 2021 |